# アラス同盟

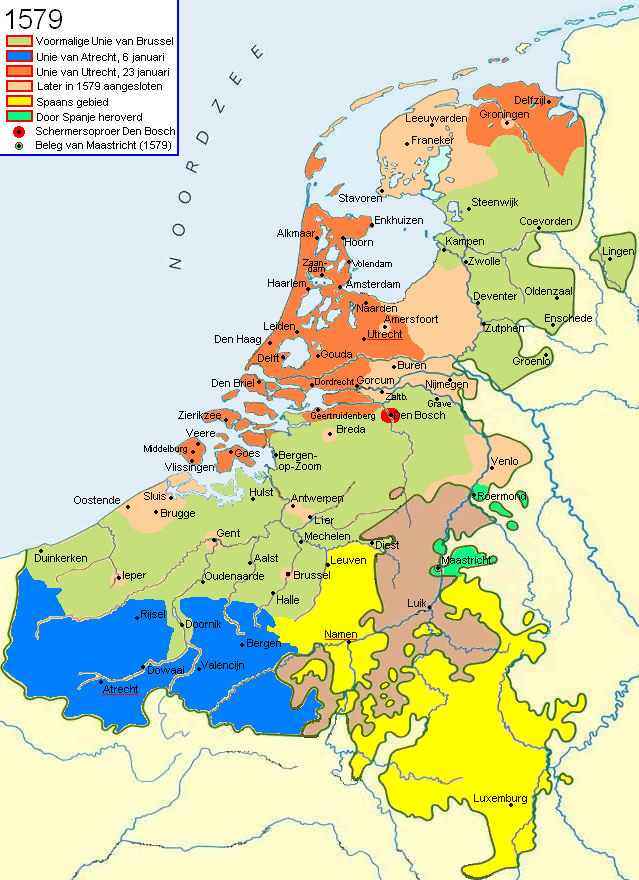
1579年時点のスペイン領ネーデルラントの地図。青はアラス同盟、橙色はユトレヒト同盟。

アラス同盟（アラスどうめい、オランダ語: Unie van Atrecht、スペイン語: Unión de Arrás）はスペイン領ネーデルラント南部数州の間で結成された同盟。ウィレム沈黙公とスターテン・ヘネラールの宗教政策への不満により、南部諸州は1579年1月6日にほかの州でのカルヴァン派による侵食に対抗してローマ・カトリック教会を守るとの宣言に署名した。当時のネーデルラントは八十年戦争の最中だったが、アラス同盟諸州はすぐにスペイン王フェリペ2世との単独交渉に入り、1579年5月15日にアラスの和約を締結した。

## 背景
1576年のヘントの和約以降、スペイン領ネーデルラント諸州は結束してスペイン王フェリペ2世の政府に反対した。ネーデルラント諸州はブリュッセル同盟を結成して政府を組織した。この政府とはスターテン・ヘネラールとスターテン・ヘネラールによって任命される総督で、総督にはマティアス大公が選ばれた。政府側の総督はドン・フアン・デ・アウストリアだった。最初に反乱したホラントとゼーラント2州を率いたウィレム沈黙公はスターテン・ヘネラールの指導部を率いていた。ヘントの和約ではカルヴァン派がホラント州とゼーラント州で信仰の自由を得るとし、それ以外のネーデルラント諸州では寛容をもって受け入れられるが公式的にはカトリックが支配的な宗教であるとした。しかし、ホラントとゼーラント以外の諸州におけるカルヴァン派はすぐに信仰の自由を主張、フランドルとブラバント2州のカルヴァン派に至っては武力でヘント、ブルッヘ、アントウェルペンといった都市の政府に迫って信仰の自由を要求、ネーデルラント南部のカトリック政治家はうろたえた。ウィレム沈黙公はネーデルラント全域でカトリックとプロテスタント両方に礼拝の自由を与えて、「宗教平和」政策をもってこの状況を抑えようとした。

## 1579年1月6日の宣言
ドン・フアンは1578年10月に死去、後任はフランドル軍指揮官のパルマ公アレッサンドロ・ファルネーゼとなった。彼は有能な外交官で、南部のカトリック貴族とウィレム沈黙公率いるスターテン・ヘネラールの間に楔を打ち込むことに成功した。ウィレム沈黙公に反対した不満派はエノー州総督の第3代ラレン伯爵フィリップス・ファン・ラレンとエマヌエル・フィリベルト・ファン・ラレンのもとで集結した。パルマ公は不満派との交渉を開始、エノー、アルトワ2州とリール、ドゥエー、オルシ3都市を同盟に引き入れた。この同盟は1579年1月6日に宣言を発し、ヘントの和約以来の進展に対する不満を述べるとともに（名指しはしなかったが）ウィレム沈黙公の「宗教平和」政策を拒否した。
宣言には軍事同盟の結成などそれ以上の内容はなく、1579年1月に北部諸州が締結したユトレヒト同盟と異なった。その原因は宣言に署名した州が自らをブリュッセル同盟の「真の」守護者と考えたためであった。

## アラスの和約
しかし、アラス同盟諸州はすぐにパルマ公との講和交渉を開始、1579年5月17日にはアラスの和約を締結した。アラスの和約の主な内容は下記の通り。
- スペイン王とアラス同盟の締結者はヘントの和約、永久勅令、ブリュッセル同盟を再確認する。
- 外国からの傭兵はスペインが招聘したか、スターテン・ヘネラールが招聘したかにかかわらず、ネーデルラントに駐留しない。
- ラート・ファン・スターテ（英語版）の組織はカール5世時代のそれと同様にする。
- ラート・ファン・スターテの構成員の3分の2は和約に参加する諸州によって選出される。
- カール5世の治世で有効だった特権は回復される。
- カール5世の治世以降に課された税金は廃止される。
- 信仰はカトリックのみが許可され、それ以外（カルヴァン派を含む）は禁止される[6]。

和約に署名した州：
- エノー伯領（英語版）
- アルトワ伯領（英語版）
- リール、ドゥエー、オルシ（英語版）（フランドルのワロン地域（英語版））
- カンブレー大司教領（フランス語版）

和約を支持したものの、署名しなかった州（後に和約に加入した）：
- ナミュール伯領（英語版）
- ルクセンブルク伯領（英語版）
- リンブルク公領（英語版）

パルマ公はこれらの「和解した」州を基地として、「反抗的」諸州（ユトレヒト同盟諸州）の再征服に乗り出した。